# Gostiny Dvor (Moscou)
Pour les articles homonymes, voir Gostiny Dvor.
Le Vieux Gostiny Dvor (russe : Старый гостиный двор) est un immeuble situé dans le quartier Kitaï-gorod de Moscou, près de la place Rouge.

## Description
Gostiny Dvor (littéralement « cour des hôtes », ou « halle des marchands ») est un terme générique russe pour désigner un marché couvert ou une galerie commerciale. 

## Histoire

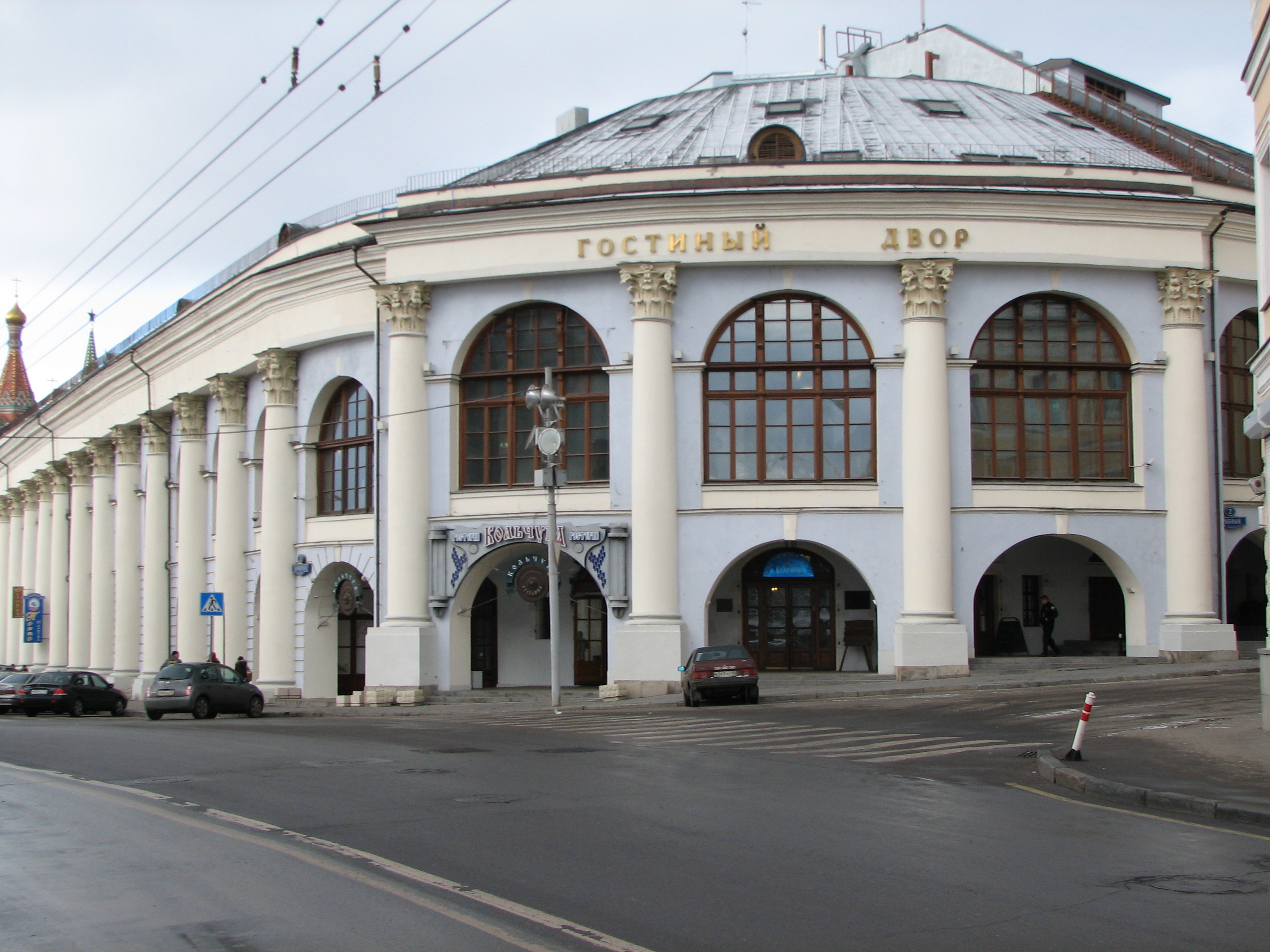
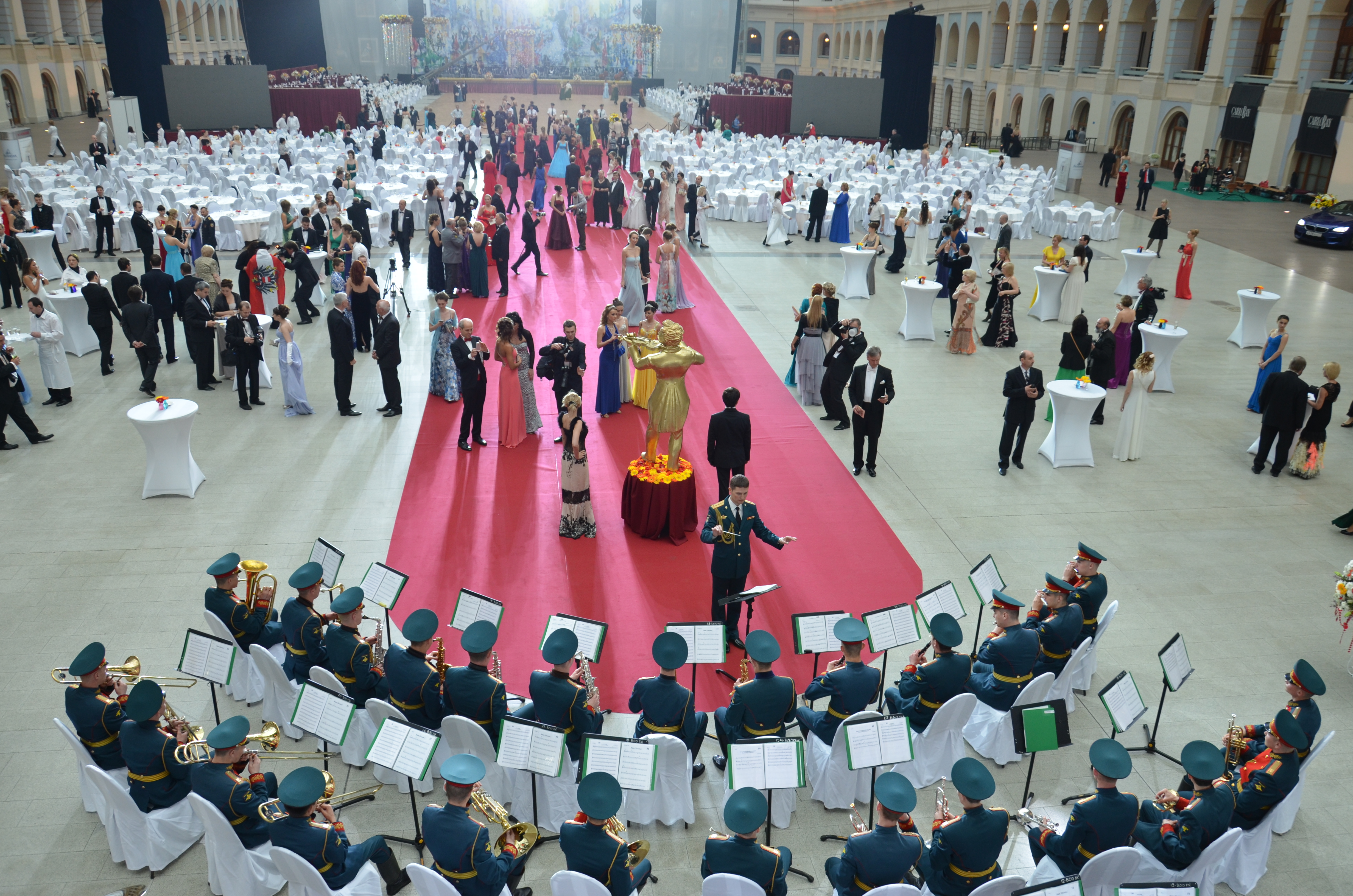
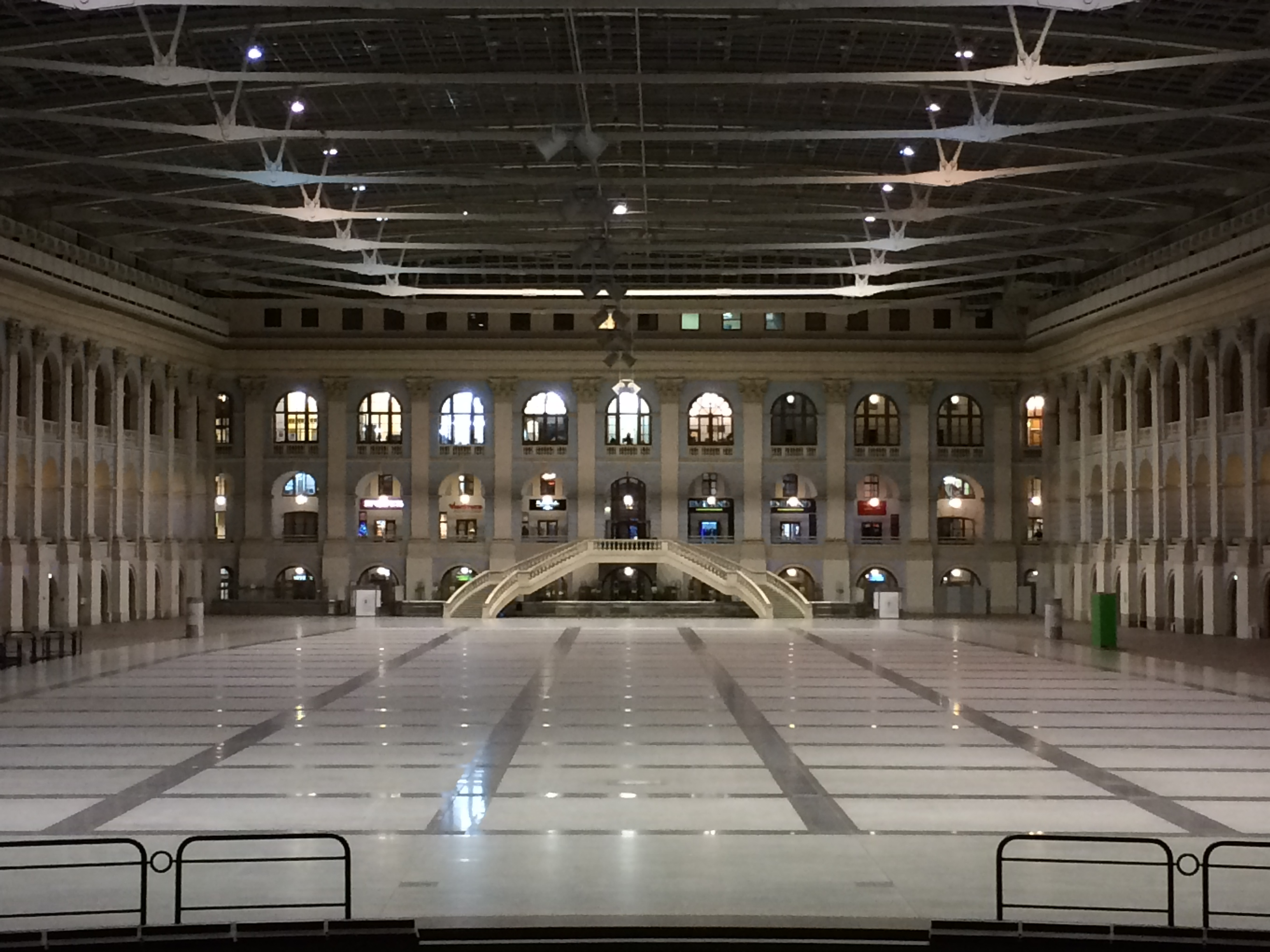

Construit une première fois au seizième siècle pour abriter des commerces et des entrepôts, on en trouve mention dès 1520 dans les Notes sur Moscou de Sigmund von Herberstein. Le bâtiment connut de substantielles modifications de 1638 à 1641. Comme la capitale s'étendait rapidement, le Gostiny Dvor fut vite dépassé et un autre marché couvert fut bâti à proximité.
À la fin du dix-huitième siècle Catherine II fut avertie par le gouverneur de Moscou (Jacob Bruce) que le bâtiment se délabrait et devenait dangereux. En juillet 1786, de longues pluies menèrent à des effondrements qui causèrent la destruction de boutiques et la mort de plusieurs personnes. Pour financer la construction d'un nouveau bâtiment, Catherine II divisa les locaux et le terrain en parcelles, qui furent mises aux enchères, et la reconstruction palladienne fut achevée en 1805 par Giacomo Quarenghi.
Lors de l'incendie de Moscou de 1812, le bâtiment fut pillé et partiellement détruit. Après le retrait de la Grande Armée, Joseph Ivanovitch Bové se chargea d'une rénovation qui fut terminée en 1830, et c'est en 1838 que l'appellation Vieux Gostiny Dvor fut officialisée.
Pendant la Grande Guerre patriotique, le Vieux Gostiny Dvor servit d'abri anti-aérien.
Diligentée par le gouvernement de Moscou, une nouvelle rénovation a eu lieu de 1996 à 2001, qui a permis une fouille archéologique qui mit au jour, entre autres, des cabanes en rondins, des puits à eau et de la monnaie (thalers).
Géré aujourd'hui par une entreprise privée, il accueille des manifestations diverses et variées.

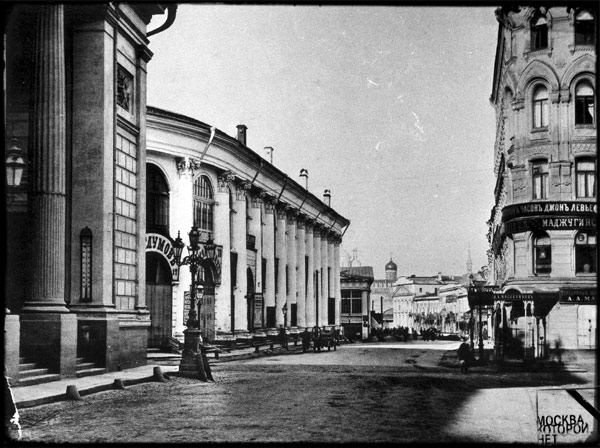
En 1887
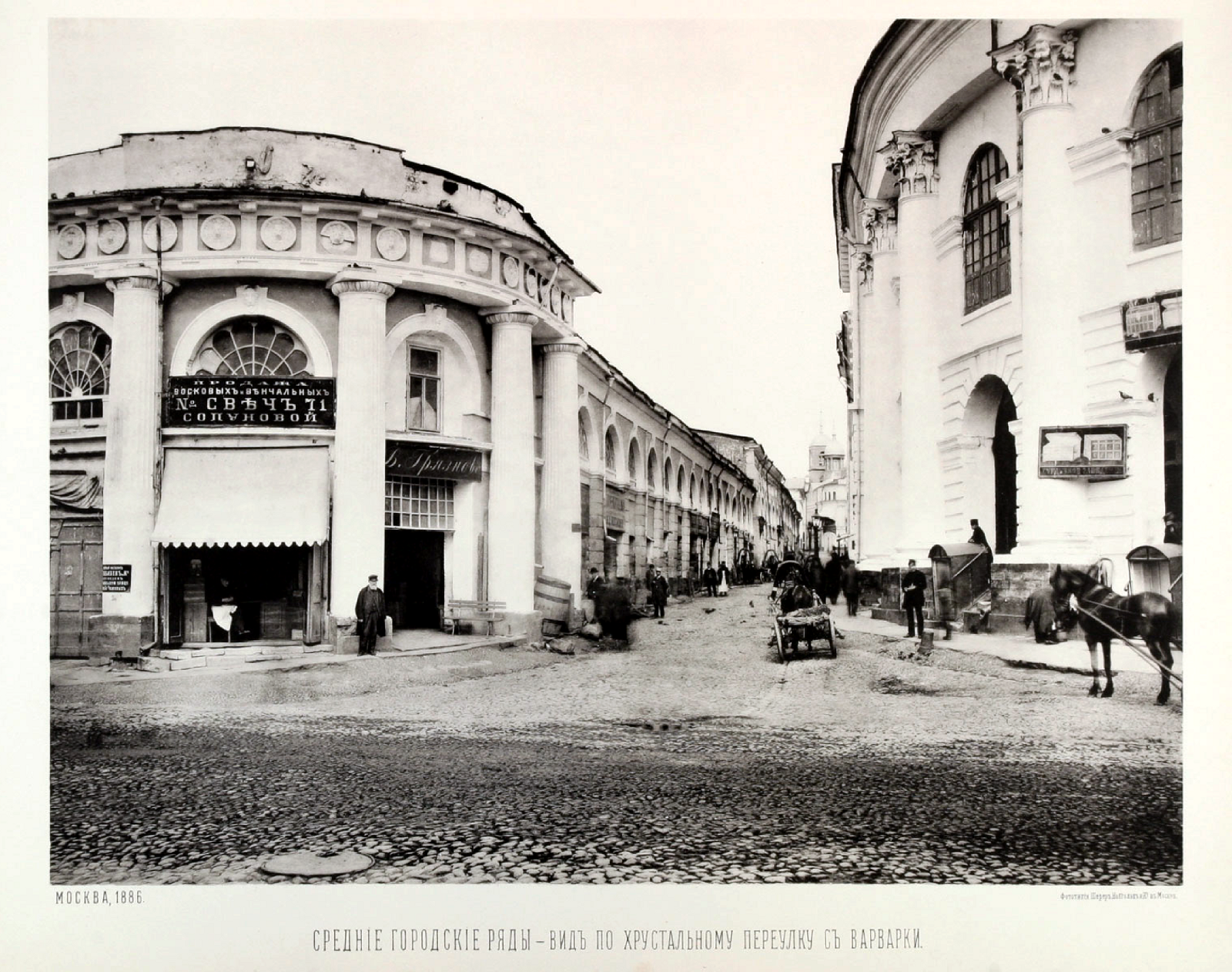
En 1890